# Elpidia belyaevi
Elpidia belyaevi is een zeekomkommer uit de familie Elpidiidae.
De wetenschappelijke naam van de soort werd in 2007 gepubliceerd door Rogacheva.